# 6774 Vladheinrich
6774 Vladheinrich là một tiểu hành tinh vành đai chính với chu kỳ quỹ đạo là 1187.4518010 ngày (3.25 năm).
Nó được phát hiện ngày 4 tháng 11 năm 1988.